# Jay Benedict
Jay Benedict, född 11 april 1951 i Burbank, Kalifornien, död 4 april 2020, var en amerikansk skådespelare.

## Karriär
Benedict föddes i Burbank, Kalifornien, men flyttade till Europa som barn, och gjorde roller på engelska såväl som franska och spanska.
I början av 1970-talet medverkade han i pjäser som The Rocky Horror Show, Harold Pinters produktion av Ungdoms ljuva fågel och Kom igen, Charlie. I Filumena Marturano spelade han mot Pierce Brosnan, som då gjorde sin första teaterroll. I den turnerande föreställningen "One Day at a Time", spelade han mot Bill Wilson, som grundade Anonyma Alkoholister.
Han medverkade även i flera TV-produktioner, exempelvis Foyle's War, Lilyhammer, Bergerac, Hem till gården.
Benedicts medverkan i filmen Star Wars: Episod IV – Nytt hopp, klipptes bort. Han spelade fransk försvarsminister i den svenska filmen Hundraåringen som klev ut genom fönstret och försvann 2013.
Han var gift och hade tre barn.

## Död
Jay Benedict avled den 4 april 2020, 68 år gammal, i sviterna av covid-19.